# Tornillo de Arquímedes

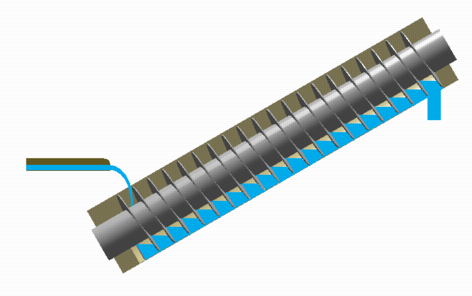
Tornillo de Arquímedes

Funcionamiento de un tornillo de Arquímedes

Un tornillo de Arquímedes es una máquina gravimétrica helicoidal utilizada para la elevación de agua, harina, cereales o material excavado. Se suele considerar que fue inventado en el siglo III a. C. por Arquímedes, del que recibe su nombre, aunque es muy probable que ya fuera utilizado en épocas mucho más antiguas en el Antiguo Egipto. Es un cilindro hueco, situado sobre un plano inclinado, que permite elevar el cuerpo o fluido situado por debajo del eje de giro.
Desde su invención hasta ahora se ha empleado para el bombeo. También es llamado tornillo sin fin por su circuito infinito.
Actualmente, el tornillo se usa también para transportar sólidos con facilidad para todo tipo de industrias. Estos módulos poliméricos de alta calidad son elegidos como primera opción tanto para aplicaciones de reducido tamaño como para aplicaciones de grandes dimensiones.

## Historia

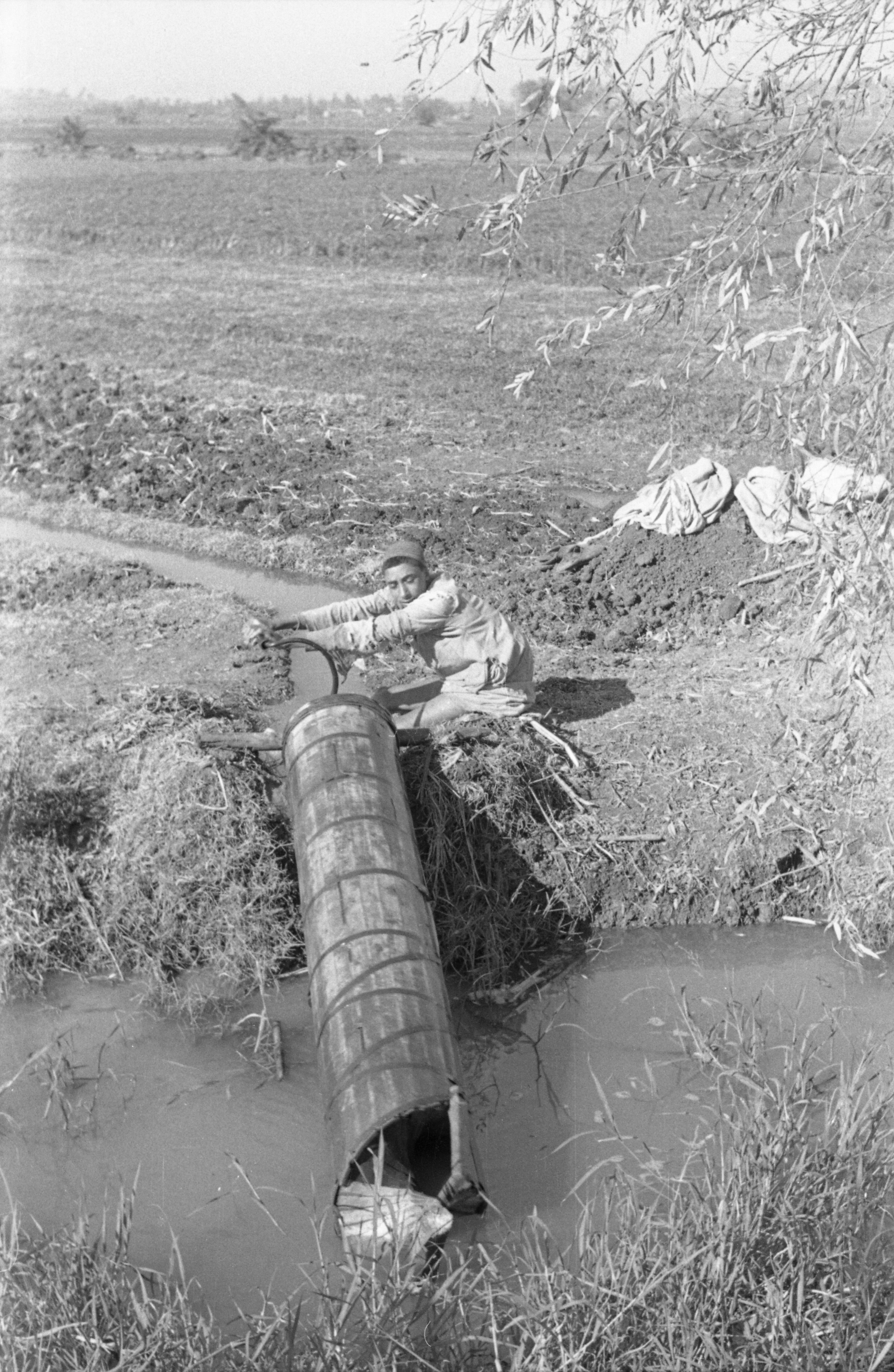
Una bomba de agua en Egipto de la década de 1950 que utiliza el mecanismo del tornillo de Arquímedes.

La bomba de tornillo es la bomba de desplazamiento positivo más antigua. Los primeros registros de un tornillo de agua, o bomba de tornillo, se remontan al Egipto helenístico antes del siglo III a. C. El tornillo egipcio, utilizado para elevar el agua del Nilo, se componía de tubos enrollados alrededor de un cilindro; a medida que toda la unidad gira, el agua se eleva dentro del tubo en espiral hasta la elevación más alta. Un diseño posterior de bomba de tornillo egipcia tenía una ranura en espiral cortada en el exterior de un cilindro de madera maciza y luego el cilindro estaba cubierto por tablas o láminas de metal que cubrían estrechamente las superficies entre las ranuras.
Algunos investigadores han propuesto que este dispositivo se utilizó para regar los Jardines Colgantes de Babilonia, una de las Siete Maravillas del Mundo Antiguo. Una inscripción cuneiforme del rey asirio Senaquerib (704-681 a. C.) ha sido interpretada por Stephanie Dalley para describir la fundición de tornillos de agua en bronce unos 350 años antes. Esto concuerda con el autor clásico Estrabón, que describe los Jardines Colgantes como regados por tornillos.
La bomba de tornillo fue introducida posteriormente de Egipto a Grecia. Fue descrita por Arquímedes, con motivo de su visita a Egipto, hacia el 234 a. C.. Esta tradición puede reflejar únicamente que el aparato era desconocido para los griegos antes del periodo helenístico. Arquímedes nunca se atribuyó el mérito de su invención, pero le fue atribuida 200 años más tarde por Diodoro, quien creía que Arquímedes inventó la bomba de tornillo en Egipto. Las representaciones de los tornillos de agua de la Antigua Grecia y del Imperio Romano los muestran accionados por un ser humano que pisa la carcasa exterior para hacer girar todo el aparato como una sola pieza, lo que requeriría que la carcasa estuviera rígidamente unida al tornillo.
El ingeniero alemán Konrad Kyeser dotó al tornillo de Arquímedes de un mecanismo de manivela en su Bellifortis (1405). Este mecanismo sustituyó rápidamente la antigua práctica de hacer funcionar el tubo pisándolo.

## Diseño

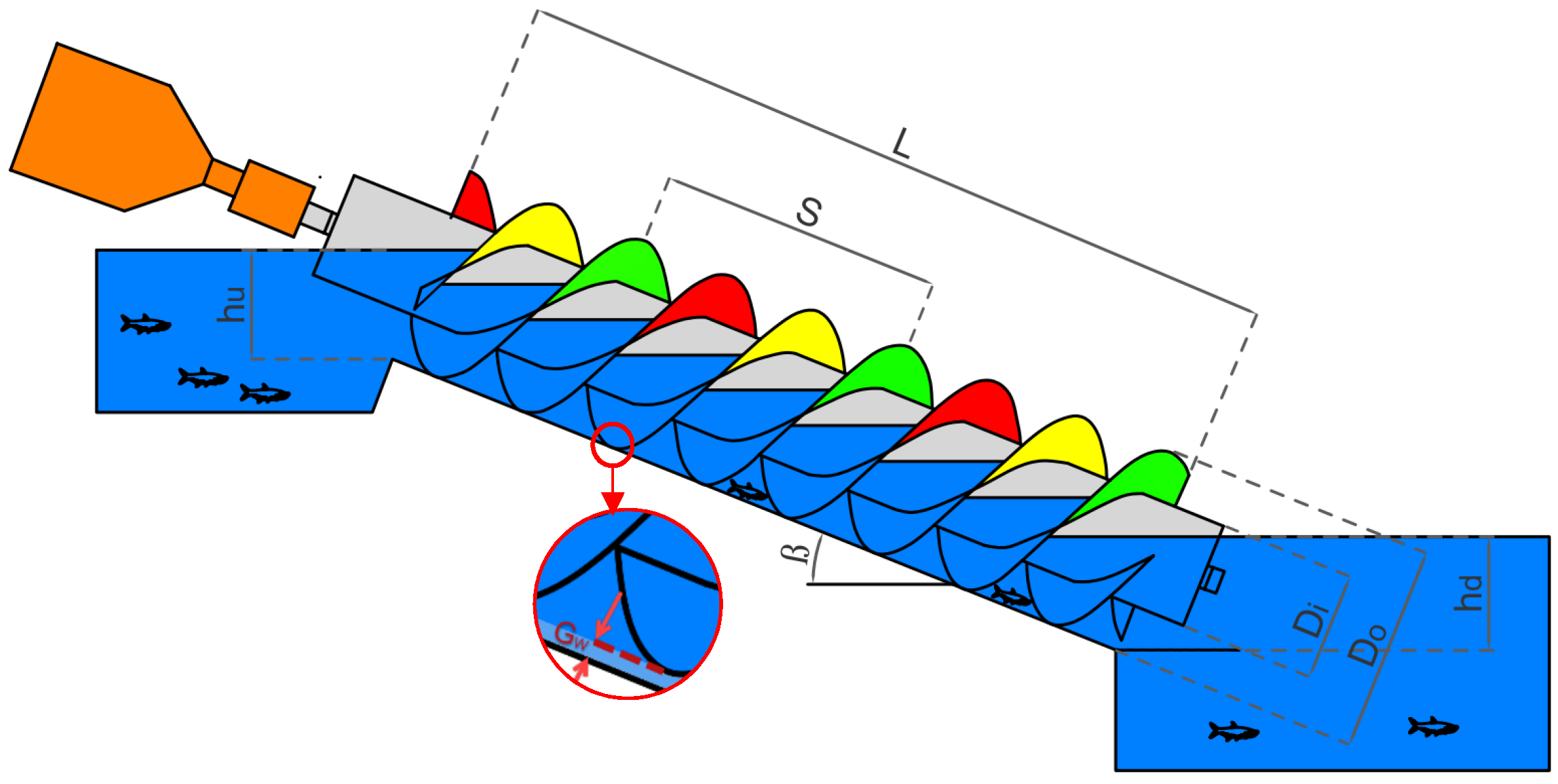
Parámetros de diseño del tornillo de Arquímedes

Consiste en un tornillo (superficie helicoidal que rodea a un cilindro) dentro de un tubo. El movimiento de este aparato se consigue gracias a un molino o por trabajo manual. Debido a que el tornillo rota, este hace que el líquido que se encuentra debajo ascienda por la superficie helicoidal que lo rodea. Se usó principalmente para sistemas de irrigación y para sacar agua de minas u otros sitios poco accesibles.
Si cae agua de una sección, esta es recogida por la siguiente que probablemente haga que suba de nuevo. Sin embargo, este hecho reduce la eficiencia del tornillo.
En algunos diseños, el tubo que rodea al tornillo también rota a la vez que este en vez de quedarse fijo. El tornillo podría ser sellado con resina o algún otro adhesivo en su parte exterior. Asimismo puede fundirse sobre una pieza de bronce. Algunos investigadores afirman que este sistema es el que se utilizaba para el riego de los jardines de Babilonia, una de las siete maravillas del mundo antiguo. Tenemos descripción de los que usaban los griegos y romanos, quienes se valían de la fuerza humana para ponerlos en movimiento en la carcasa, de forma que todo era una pieza.
Es importante tener en cuenta que el volumen del tornillo no debe estar completamente lleno de agua; debe haber una buena cantidad de aire "recogido" junto con cada cucharada de agua. Por esta razón, la bomba deja de funcionar si el fondo de la tubería está completamente sumergido, de modo que no se pueda aspirar aire. Esto se debe a que las bolsas de agua individuales deben estar separadas entre sí por bolsas de aire, o bien no habría diferencia entre un tornillo de Arquímedes y un tubo (enrollado), que permitiría que el agua fluyera de la cuenca superior a la cuenca inferior, como un sifón.
No es necesario que la superficie de contacto entre el tornillo y la tubería sea perfectamente impermeable, siempre que la cantidad de agua que se recoge con cada vuelta sea grande en comparación con la cantidad de agua que se escapa de cada sección del tornillo por vuelta. Si el agua de una sección se filtra hacia la siguiente inferior, será transferida hacia arriba por el siguiente segmento del tornillo.
En algunos diseños, el tornillo está fusionado con la carcasa y ambos giran juntos, en lugar de que el tornillo gire dentro de una carcasa estacionaria. El tornillo podría sellarse a la carcasa con resina de brea u otro adhesivo, o el tornillo y la carcasa podrían fundirse juntos como una sola pieza de bronce.
El diseño del tornillo de agua griego y romano cotidiano, en contraste con el pesado dispositivo de bronce de Senaquerib, con sus problemáticas cadenas de transmisión, tiene una poderosa simplicidad. Una hélice doble o triple se construía con tiras de madera (u ocasionalmente láminas de bronce) alrededor de un poste de madera pesado. Alrededor de las hélices se construyó un cilindro utilizando tablas largas y estrechas fijadas a su periferia e impermeabilizadas con brea.
Los estudios muestran que el volumen de flujo que pasa a través de los tornillos de Arquímedes está en función de la profundidad de entrada, el diámetro y la velocidad de rotación del tornillo. Por lo tanto, la siguiente ecuación analítica podría usarse para diseñar tornillos de Arquímedes:
{\displaystyle D_{O}={\sqrt[{3}]{\frac {16\pi Q}{\sigma \omega (2\theta _{O}-sin2\theta _{O}-\delta ^{2}(2\theta _{i}-sin(2\theta _{i}))}}}}
donde {\displaystyle D_{O}} es en {\displaystyle (m)} y:
{\displaystyle \omega }: Velocidad de rotación del tornillo de Arquímedes (rad/s)
{\displaystyle Q}: Tasa de flujo volumétrico {\displaystyle (m^{3}/s)}
Basándose en los estándares comunes que utilizan los diseñadores de tornillos de Arquímedes, esta ecuación analítica podría simplificarse como:
{\displaystyle D_{O}\approx \eta Q^{3/7}}
El valor de η podría determinarse simplemente usando la grafía {\displaystyle \eta } o la grafía {\displaystyle \Theta }. Por determinación de {\displaystyle D_{O}}, otros parámetros de diseño de los tornillos de Arquímedes se pueden calcular utilizando un método analítico paso a paso.

## Usos
Además de su uso en los sistemas de regadío, entre otros. Se obtiene la tierra del mar y el agua que trae se bombea fuera del área cerrada, comenzando el proceso de drenaje de la tierra para su empleo en la agricultura.
El tornillo de Arquímedes también fue utilizado por John Burland, ingeniero de suelos, en 2002 para estabilizar la torre de Pisa. Se retiraron pequeñas cantidades de subsuelo saturado de agua por debajo de la parte norte de la torre. De esta forma se corrigió su inclinación.
Es utilizado en las plantas de tratamiento de aguas residuales, ya que deben lidiar con diferentes tasas de flujo y con sólidos en suspensión. Hacen uso de él aparatos como sopladores de nieve o los elevadores de grano. Encontramos el mismo principio aplicado en las piscifactorías, donde los usan para levantar los peces de forma segura y transportarlos a otro sitio. De este modo se evita la manipulación física de los peces.
No solo sirve para transportar agua, sino también cuerpos, como se ve en la imagen (arriba), en la cual se transporta una canica. Se usa especialmente para transportar granos en los sistemas de silos. Los tornillos de Arquímedes también se utilizan en fuentes de chocolate.
Las turbinas de tornillos de Arquímedes (AST) son una nueva forma de generador para pequeñas centrales hidroeléctricas que podrían aplicarse incluso en sitios de poca altura. La baja velocidad de rotación de los AST reduce los impactos negativos sobre la vida acuática y los peces.

## Variantes

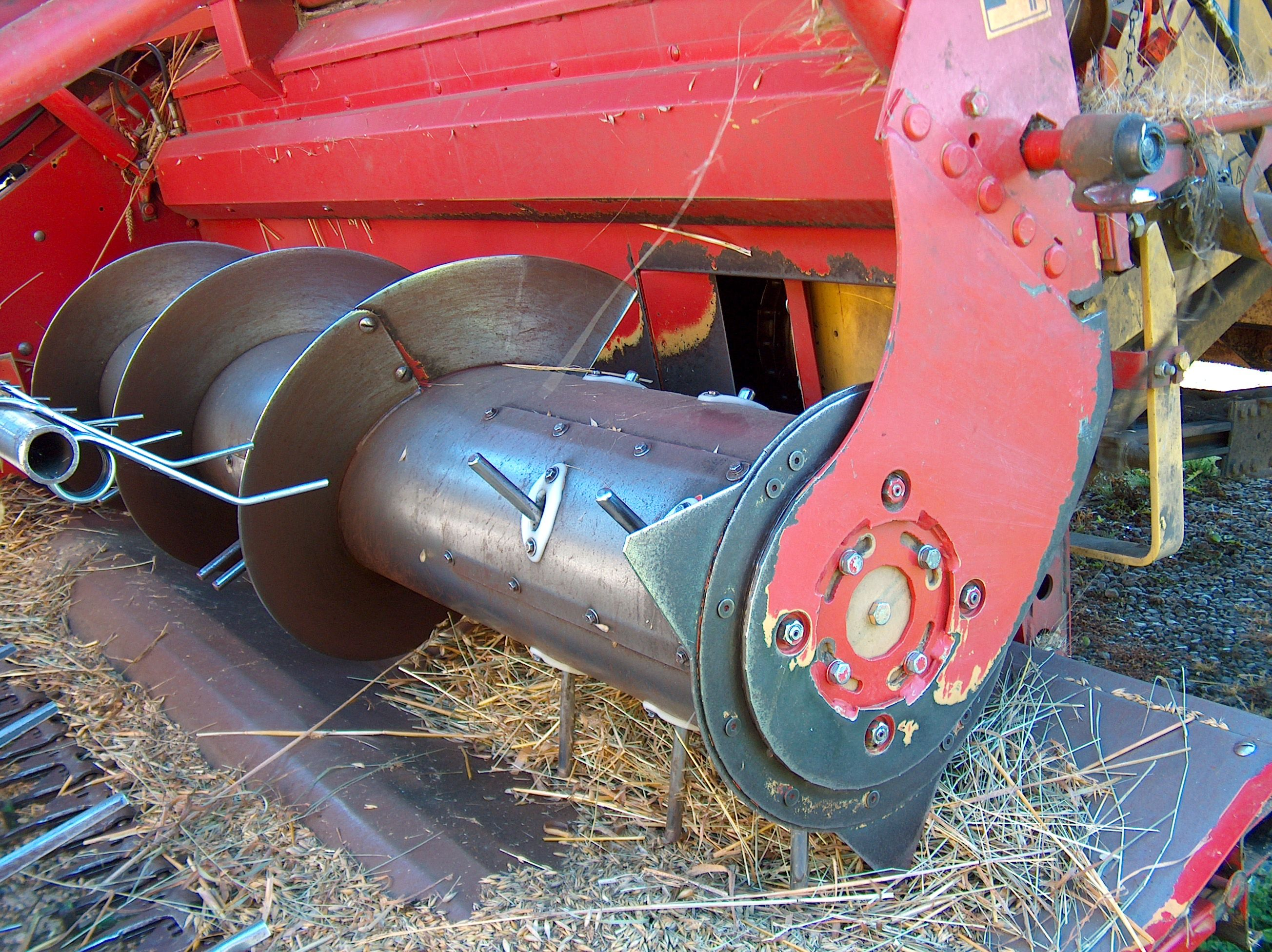
Un tornillo de Arquímedes visto en una cosechadora

El tornillo de Arquímedes también se usa para la acción inversa a las que hemos visto anteriormente. El agua se vierte por la parte superior del tornillo, haciéndolo girar. Esto nos permite obtener energía haciendo que el tornillo accione un generador eléctrico. Existen muchas centrales que utilizan este método, como Sttle Hydro e Hydro Torrs, son dos proyectos micro eléctricos que están operando en Inglaterra y entre otros países.
Un "transportador de tornillo" es un tornillo de Arquímedes contenido dentro de un tubo y girado por un motor para entregar material de un extremo al otro del transportador. Es especialmente adecuado para el transporte de materiales granulados, como gránulos de plástico utilizados en el moldeo por inyección y granos de cereales. También se puede utilizar para transportar líquidos. En aplicaciones de control industrial, el transportador se puede utilizar como alimentador rotatorio o alimentador de tasa variable para entregar una tasa o cantidad medida de material en un proceso..
Una variante del tornillo de Arquímedes también se puede encontrar en algunas máquinas de moldeo por inyección, máquinas de fundición a presión y extrusión de plásticos, que emplean un tornillo de paso decreciente. ] para comprimir y derretir el material. También se utiliza en un compresor de aire de tornillo rotativo. En una escala mucho mayor, los tornillos de Arquímedes de paso decreciente se utilizan para la compactación de material de desecho.

## Galería

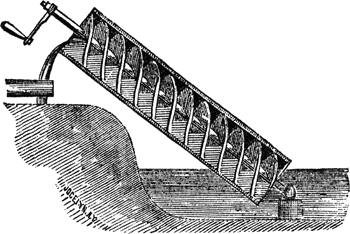
Imagen de un tornillo de Arquímedes, en la Enciclopedia Chambers (Filadelfia: J. B. Lippincott Company, 1875)
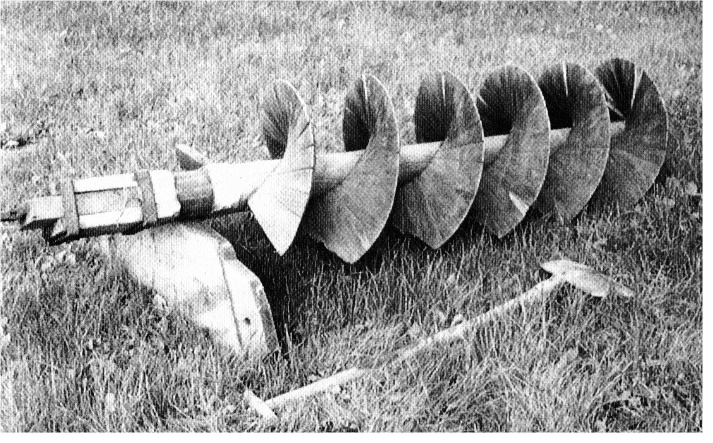
Tornillo de Arquímedes de madera.
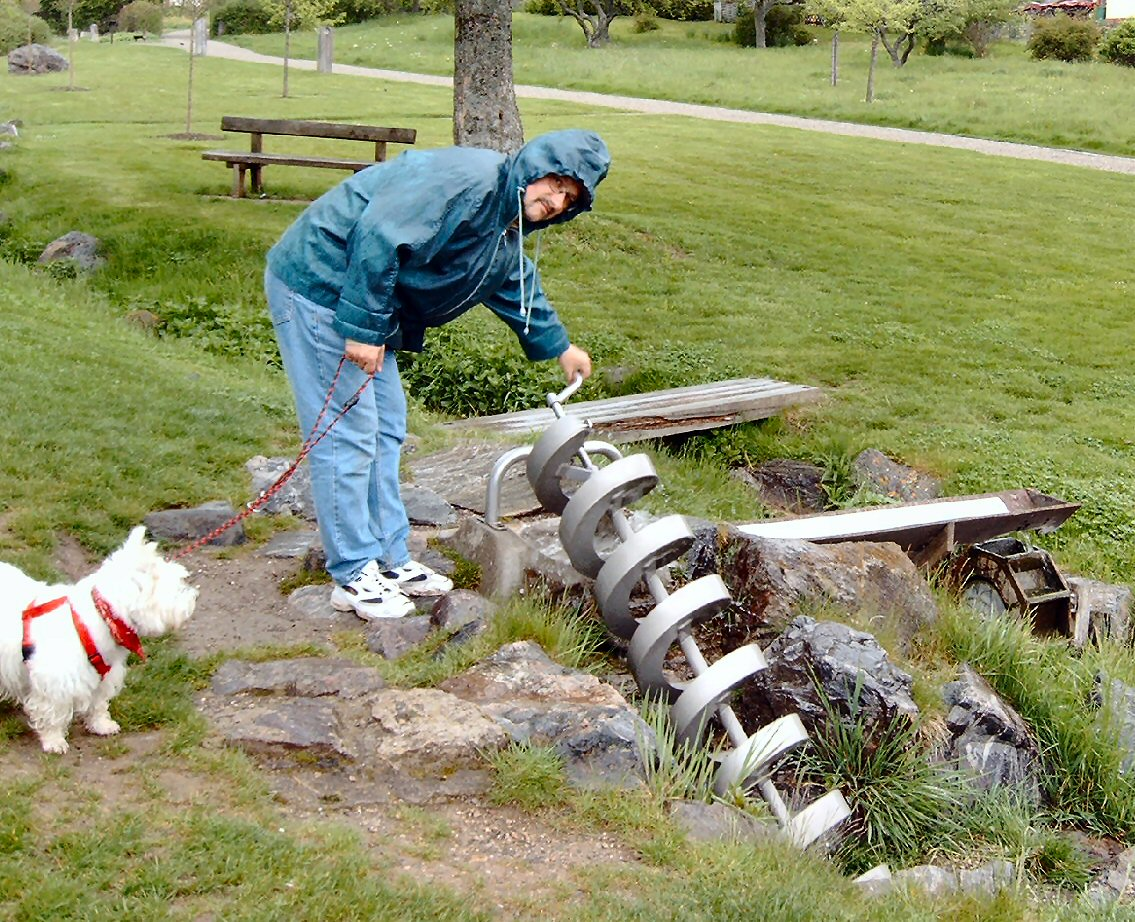
Un tornillo de Arquímedes manual en un parque urbano de la ciudad de Bonndorf
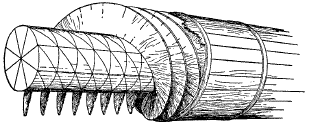
Imagen en el libro de Vitruvio  "The Ten Books on Architecture". (De architectura) Morris Hicky Morgan. Cambridge: Harvard University Press. London: Humphrey Milford. Oxford University Press. 1914.
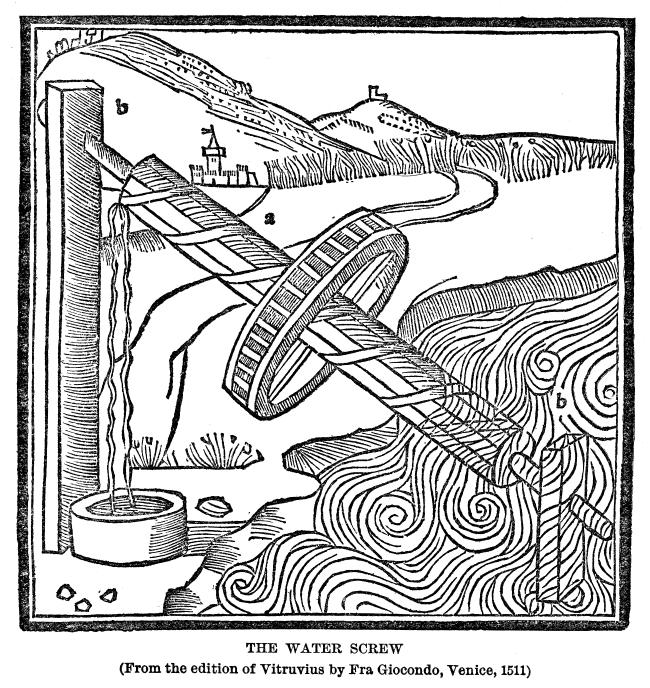
Otra imagen del libro de Vitruvio
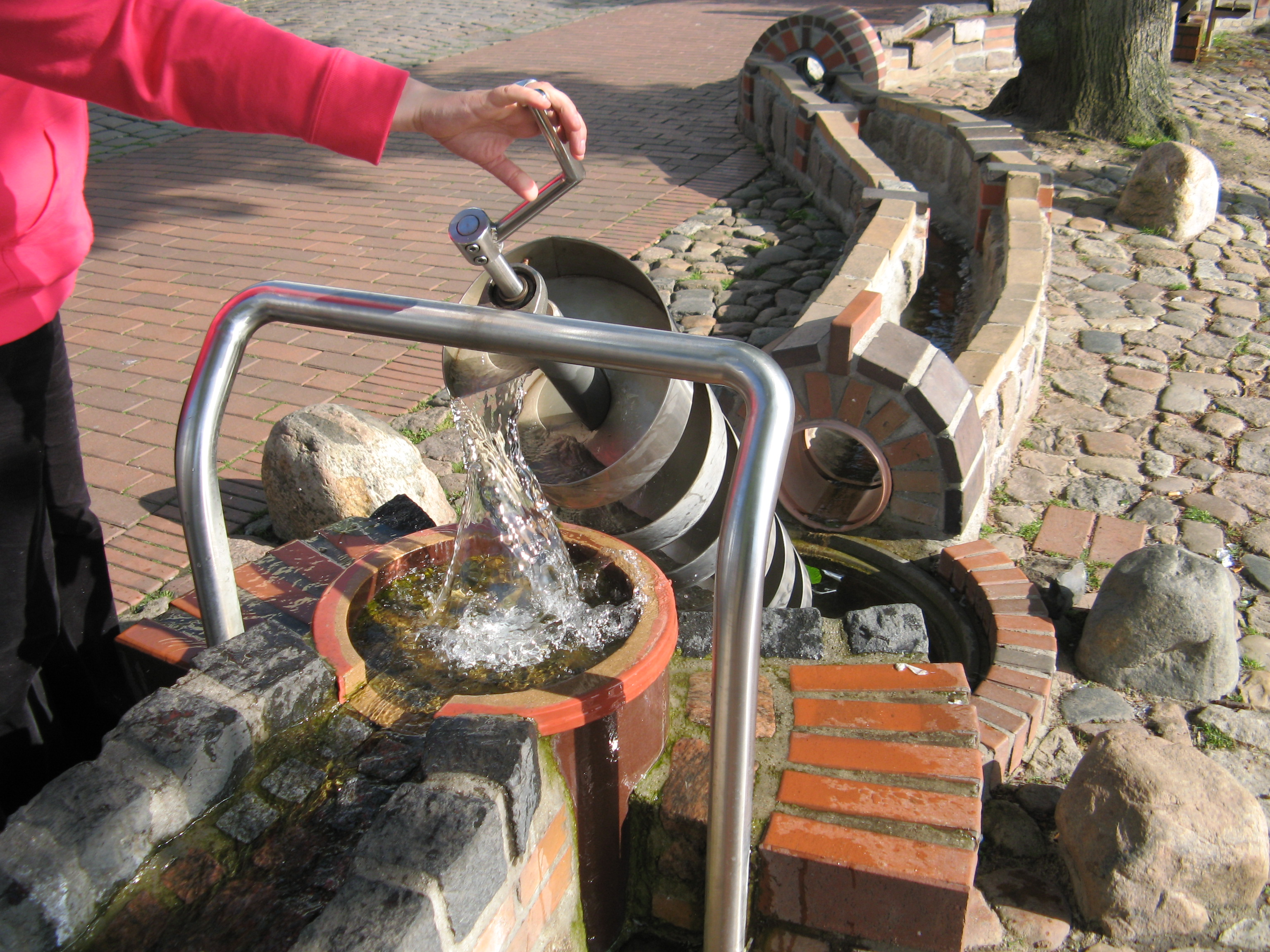
Un tornillo de Arquímedes manual siendo usado para subir agua en la plaza del mercado de la ciudad de Heide (Alemania)
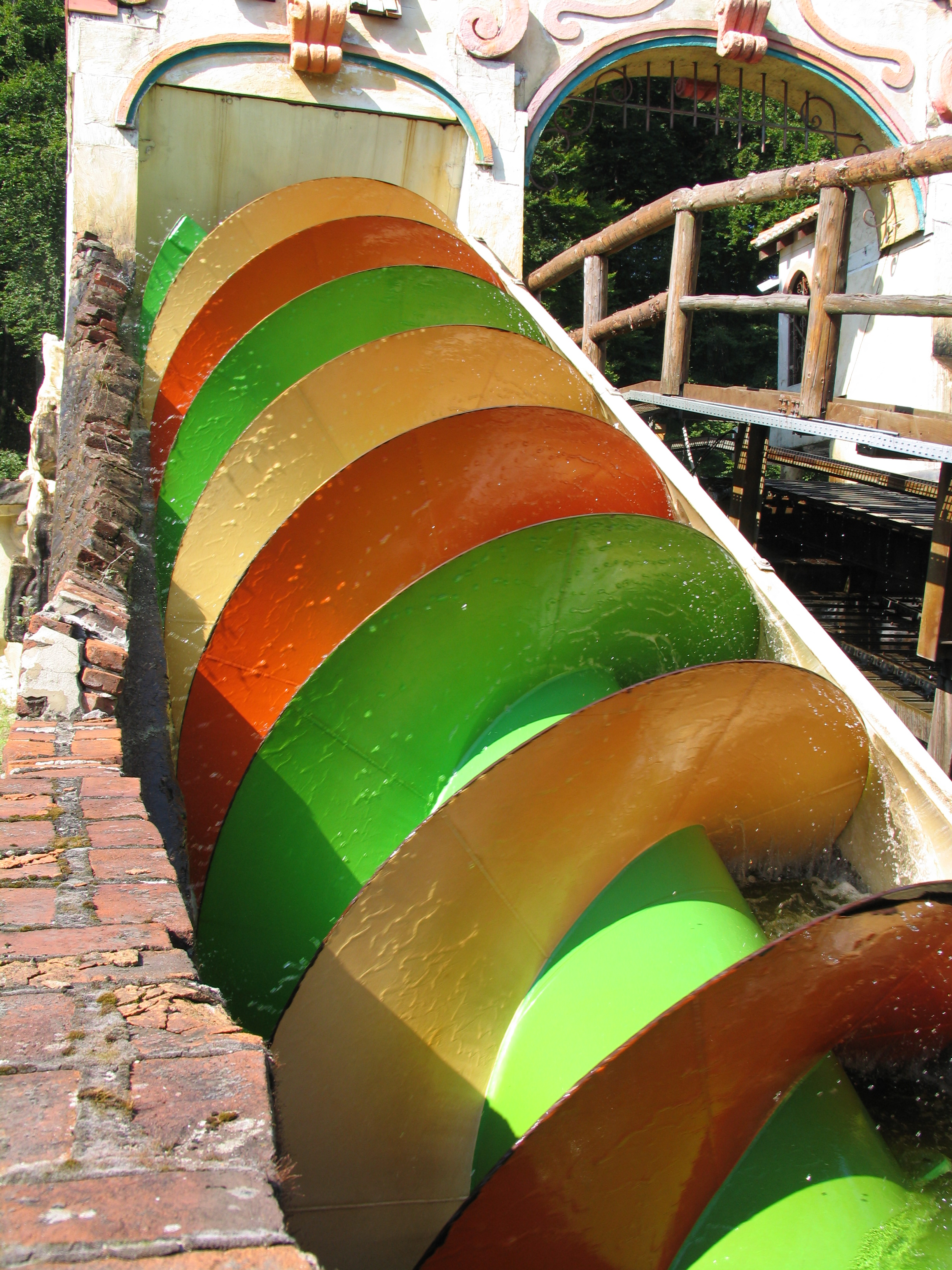
Tornillo en Fort Fun Abenteuerland
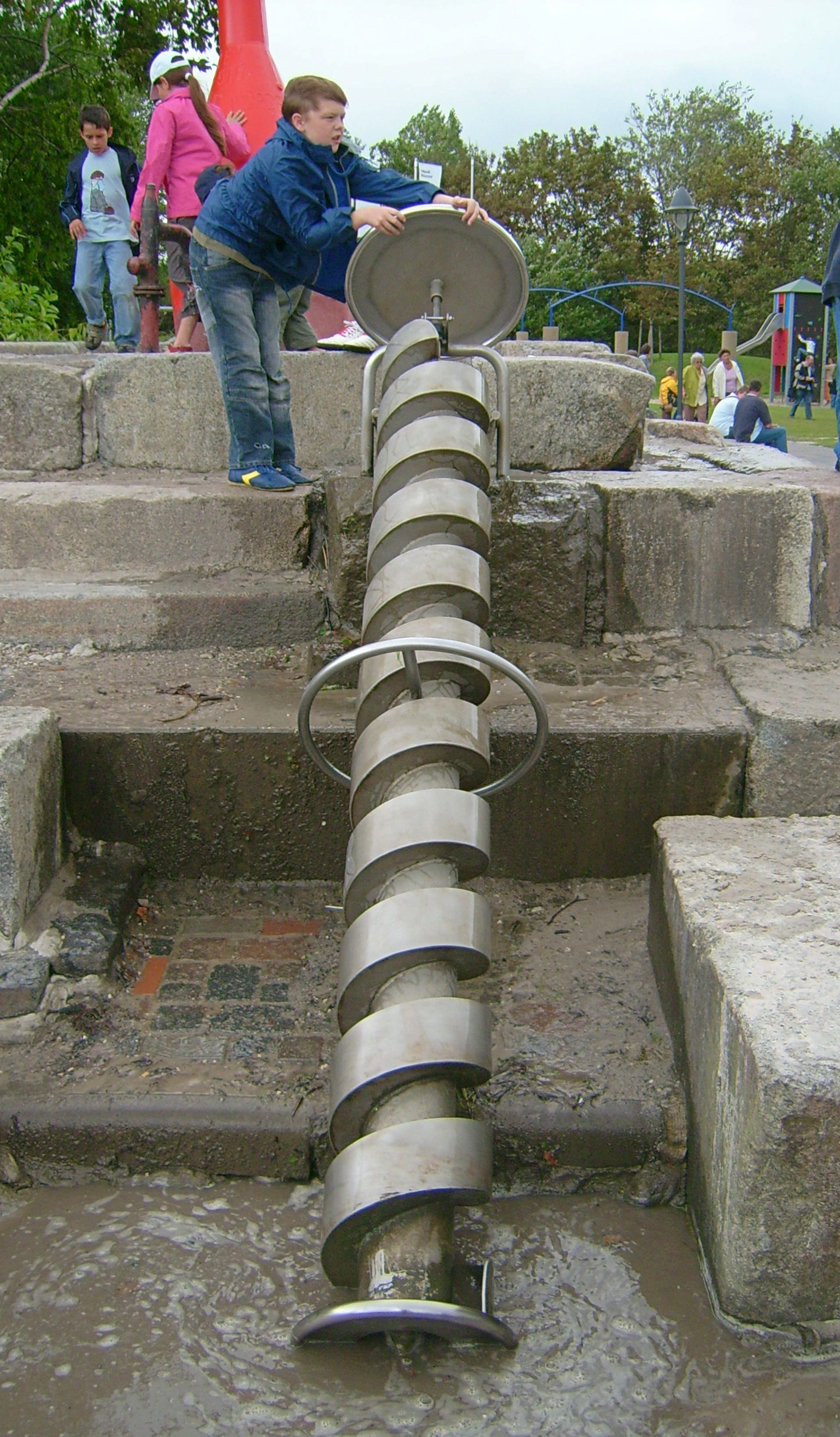
Tornillo en Norden, Alemania
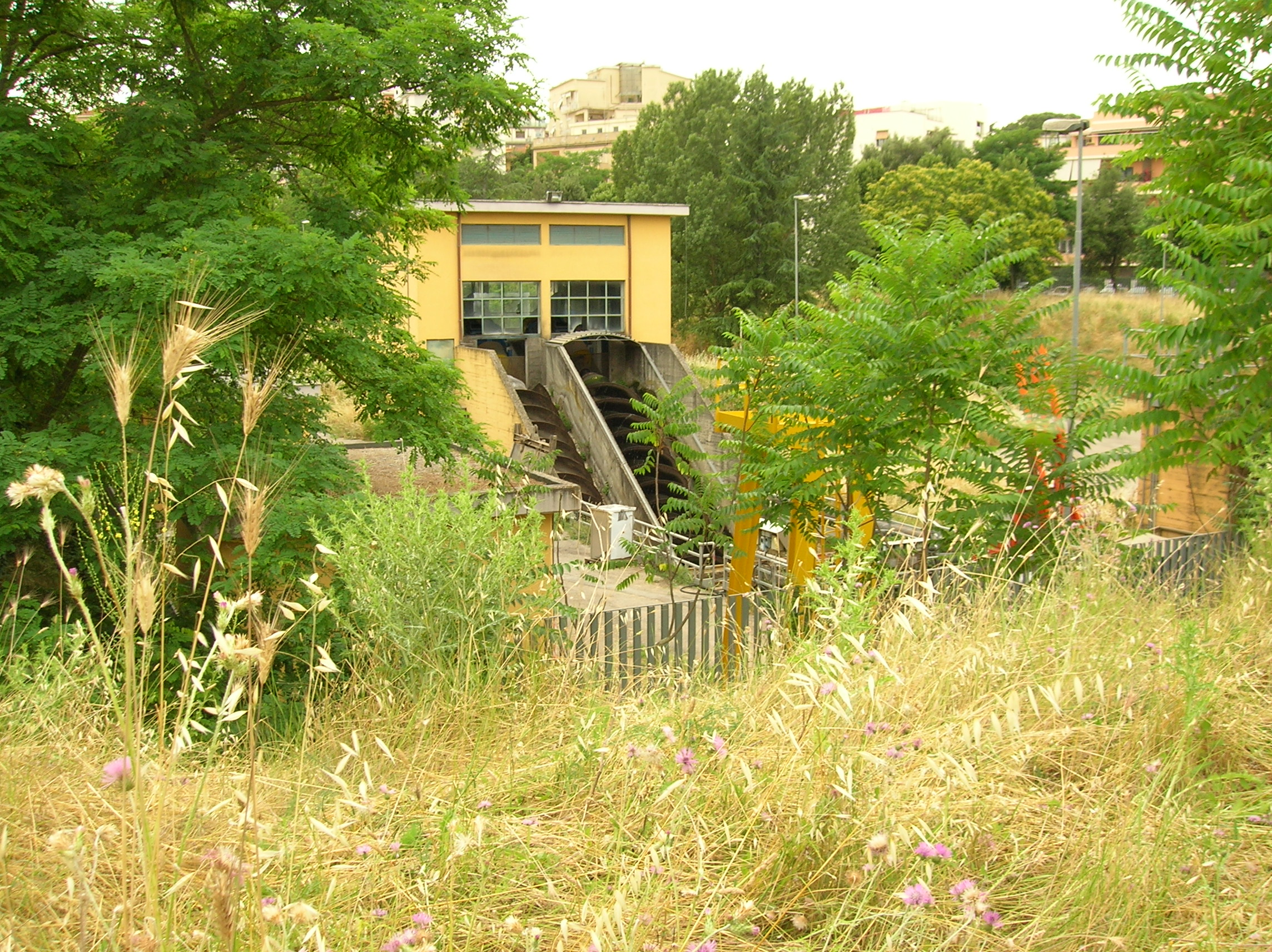
Tornillo en la Riserva naturale Valle dell'Aniene (Roma)